# Aniversário

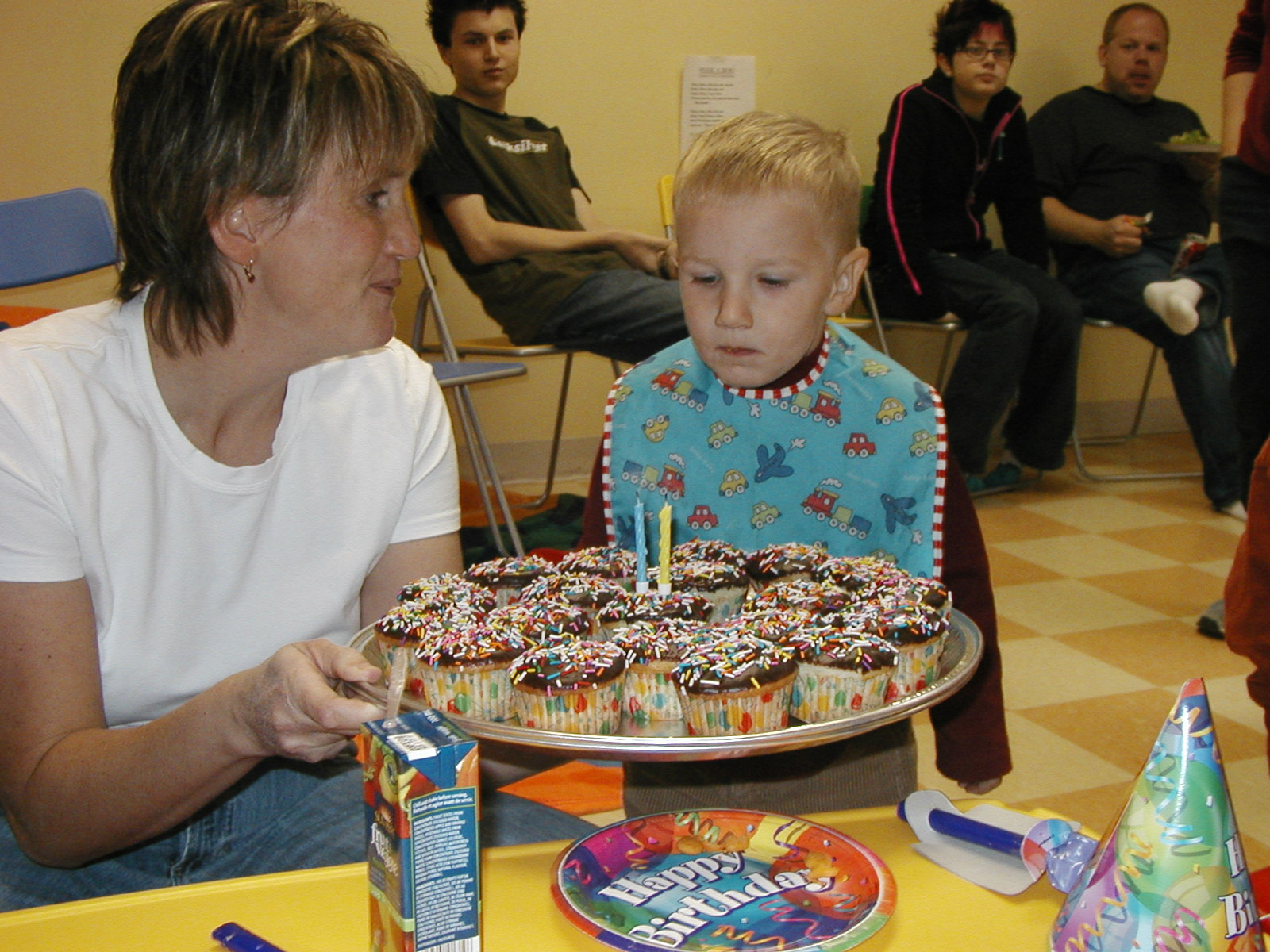
Festa de aniversário de uma criança.

Aniversário ou níver é a repetição do dia e do mês em que se deu determinado acontecimento. Num sentido mais geral, refere-se à comemoração de periodicidade anual de qualquer evento importante, como o nascimento de alguém, a morte de uma personalidade, a fundação de um município ou uma batalha.
É um evento comemorado por muitos tipos de cultura ao redor do mundo. Em vários países lusófonos, em aniversários de nascimento de uma pessoa, é comum que se faça uma festa e todos cantem ao aniversariante a canção "Parabéns a você", oferecendo presentes a ele.

## Etimologia
A palavra aniversário vem do latim anniversarius (adjetivo relativo a algo que acontece todos os anos; anual). A palavra usada no latim para aniversário é natalis. A palavra níver vem da redução de aniversário. 

## Origem da comemoração
Os vários costumes de celebração de aniversários natalícios das pessoas hoje em dia têm uma longa história. Suas origens acham-se no domínio da mágica e da religião. Os costumes de dar parabéns, e de celebração — com o requinte de velas acesas — nos tempos antigos eram para proteger o aniversariante de demônios e garantir segurança no ano vindouro. Até o quarto século, o Cristianismo rejeitava a celebração de aniversário natalício, pois o considerava como um costume pagão. É interessante notar que na Bíblia há a narrativa de apenas três festas de aniversário, em Gênesis 40:20, 2 Macabeus 6:7 e Mateus 14:6 e sobre estes eventos um dos padres da igreja, “Orígenes [escritor do terceiro século EC]… insiste em que 'dentre todas as pessoas santas nas Escrituras, não se registra nenhuma delas como tendo guardado uma festa ou realizado um grande banquete em seu aniversário natalício. São apenas Faraó, o Rei que perseguia Judeus e Herodes que fazem grandes festejos quanto ao dia em que nasceram neste mundo, e estes não serviam a Deus.'"
Também em adição, a Cyclopædia de M′Clintock e Strong diz que os judeus "consideravam as celebrações de aniversários natalícios como parte da adoração idólatra…, e isto provavelmente por causa dos ritos idólatras com que eram celebrados em honra dos que eram considerados como deuses padroeiros do dia em que a pessoa nasceu". Note que o dia mais importante na religião conhecida como Satanismo é o dia do nascimento, pois acreditam que neste dia nasce um deus.
Os gregos dizem que cada um tinha um espírito protetor ou gênio inspirador que assistia seu nascimento e vigiava sobre ele em vida. Este espírito tinha uma relação mística com o deus em cujo aniversário natalício o indivíduo nascia. Os romanos também endossavam essa ideia. O costume de acender velas nos bolos começou com os gregos. Bolos de mel redondos como a lua e iluminados com velas eram colocados nos altares do templo de Ártemis. As velas de aniversário, na crença popular são dotadas de magia especial para atender pedidos.
Acreditava-se também que as saudações natalícias tinham poder para o bem ou para o mal, porque a pessoa neste dia supostamente estava perto do mundo espiritual.
Outras obras de referência entram em consideráveis pormenores sobre a origem das celebrações de aniversários natalícios: As festas de aniversários natalícios são festejadas na Europa há muitos séculos. As pessoas criam em espíritos bons e maus, às vezes chamados de fadas boas e más. Todos temiam que esses espíritos prejudicassem o aniversariante, de modo que ele ficava cercado de amigos e parentes, cujos votos de felicidade, e sua própria presença, o protegeriam contra os perigos desconhecidos que o aniversário natalício apresentava.
Dar presentes resultava em proteção ainda maior. Uma refeição em conjunto fornecia uma proteção adicional e ajudava a trazer as bênçãos dos espíritos bons. Portanto, a festa de aniversário natalício destinava-se originalmente a proteger a pessoa do mal e garantir que tivesse um bom ano.'
Este livro também explica a origem de muitos costumes relacionados com aniversários natalícios. Por exemplo: "O motivo [de se usarem velas] remonta aos antigos gregos e romanos, que criam que círios ou velas tinham qualidades mágicas. Eles oravam e faziam pedidos a ser levados para os deuses pelas chamas das velas. Os deuses enviariam então suas bênçãos e talvez respondessem às orações."
Em algumas culturas de povos antigos, cuja mortalidade infantil era muito maior que a dos dias atuais, a comemoração do aniversário visava a celebração da continuidade da pessoa na Terra, o que não é tão comum hoje. O famoso "parabéns", então, poderia ser interpretado como "parabéns por você ter sobrevivido por mais um ano" para esses povos. Hoje as pessoas não dão parabéns com esse intuito, visto que hoje as pessoas sobrevivem melhor.

## Convenções legais
Na maioria dos sistemas jurídicos, uma pessoa se torna um adulto legal em um determinado aniversário quando atinge a maioridade (geralmente entre 12 e 21 anos), e atingir marcos específicos da idade confere direitos e responsabilidades particulares. Em certas idades, pode-se tornar-se elegível para deixar a educação em tempo integral, tornar-se sujeito ao alistamento militar ou para se alistar nas forças armadas, para consentir com relações sexuais, para casar com o consentimento dos pais, para casar sem o consentimento dos pais, para votar, para concorrer a cargos eletivos, para comprar legalmente (ou consumir) produtos de álcool e tabaco, para comprar bilhetes de loteria, ou para obter uma carta de condução. A maioridade é a idade em que os menores deixam de ser legalmente considerados crianças e assumem o controle sobre suas pessoas, ações e decisões, encerrando assim o controle legal e as responsabilidades legais de seus pais ou responsáveis sobre e para eles. A maioria dos países fixa a maioridade em 18 anos, embora varie de acordo com a jurisdição.

## Dia bissexto
No calendário gregoriano (um calendário solar comum), fevereiro em um ano bissexto tem 29 dias em vez dos habituais 28, então o ano dura 366 dias em vez dos habituais 365.
Uma pessoa nascida em 29 de fevereiro pode ser chamada de "saltadora" ou "saltadora".  Em anos comuns, eles geralmente comemoram seus aniversários em 28 de fevereiro. Em algumas situações, o dia 1.º de março é usado como aniversário em um ano não bissexto, já que é o dia seguinte ao dia 28 de fevereiro.
Tecnicamente, um saltador terá menos aniversários do que sua idade em anos. Este fenômeno é explorado quando uma pessoa afirma ter apenas um quarto de sua idade real, contando apenas seus aniversários de ano bissexto. Na ópera cômica de Gilbert e Sullivan de 1879, The Pirates of Penzance, Frederic, o aprendiz de pirata, descobre que ele é obrigado a servir os piratas até seu aniversário de 21 anos, em vez de até seu 21.º ano. Para fins legais, os aniversários legais dependem de como as leis locais contam os intervalos de tempo.